# West Yangon (Distrikt)
West Yangon ist ein Distrikt der Yangon-Region in Myanmar mit 969.650 Einwohnern (Stand 2014).

Lage in der Region Yangon

## Townships
- Ahlon
- Bahan
- Dagon
- Hlaing
- Kamayut
- Kyauktada
- Kyimyindaing
- Lanmadaw
- Latha
- Mayangon
- Pabedan
- Sanchaung

Das Township Seikkan wurde 2020 aufgeteilt und den Townships Botataung und Lanmadaw zugeordnet.